# ロカマドゥール (チーズ)

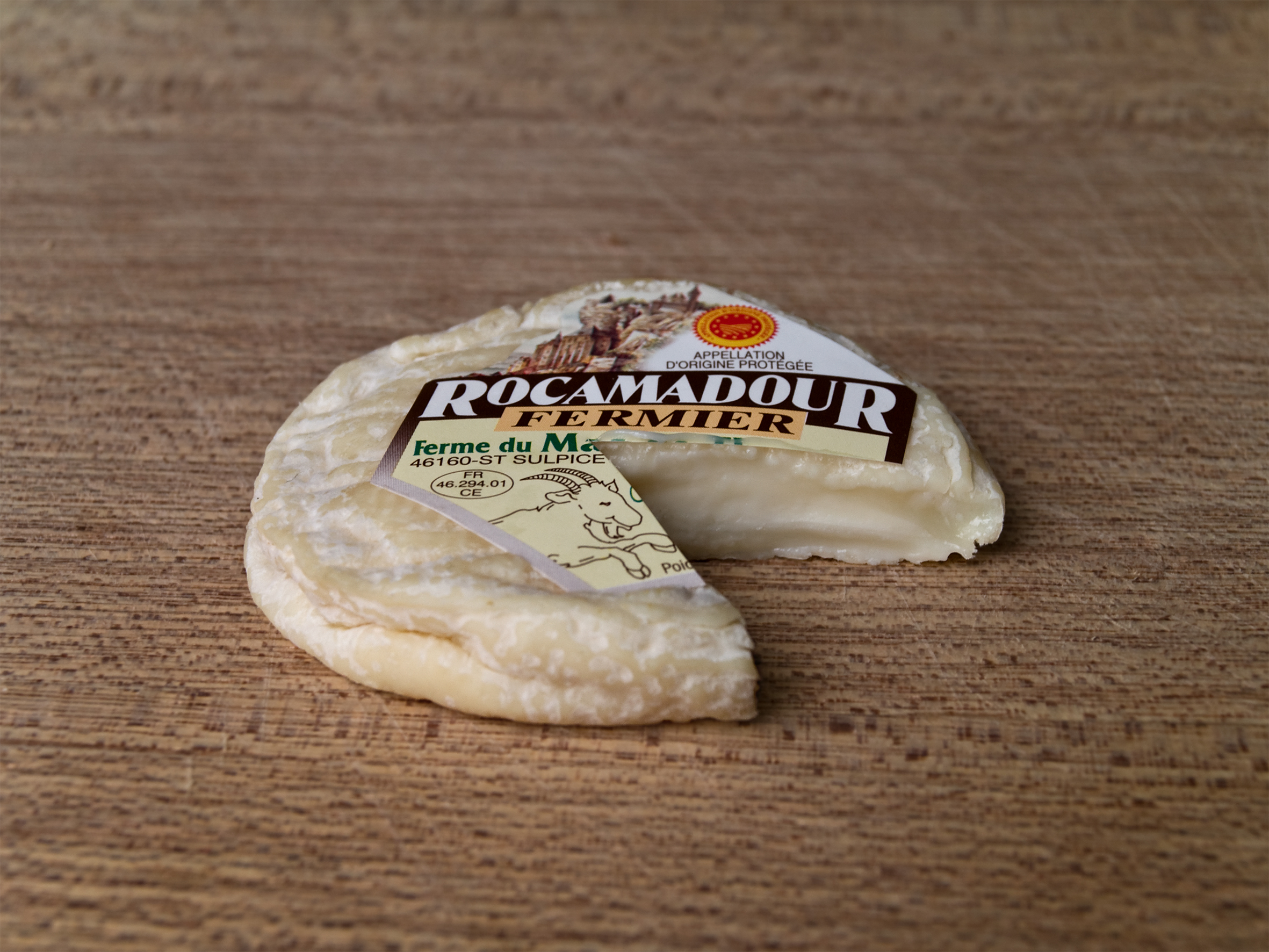
ロカマドゥール・チーズの例

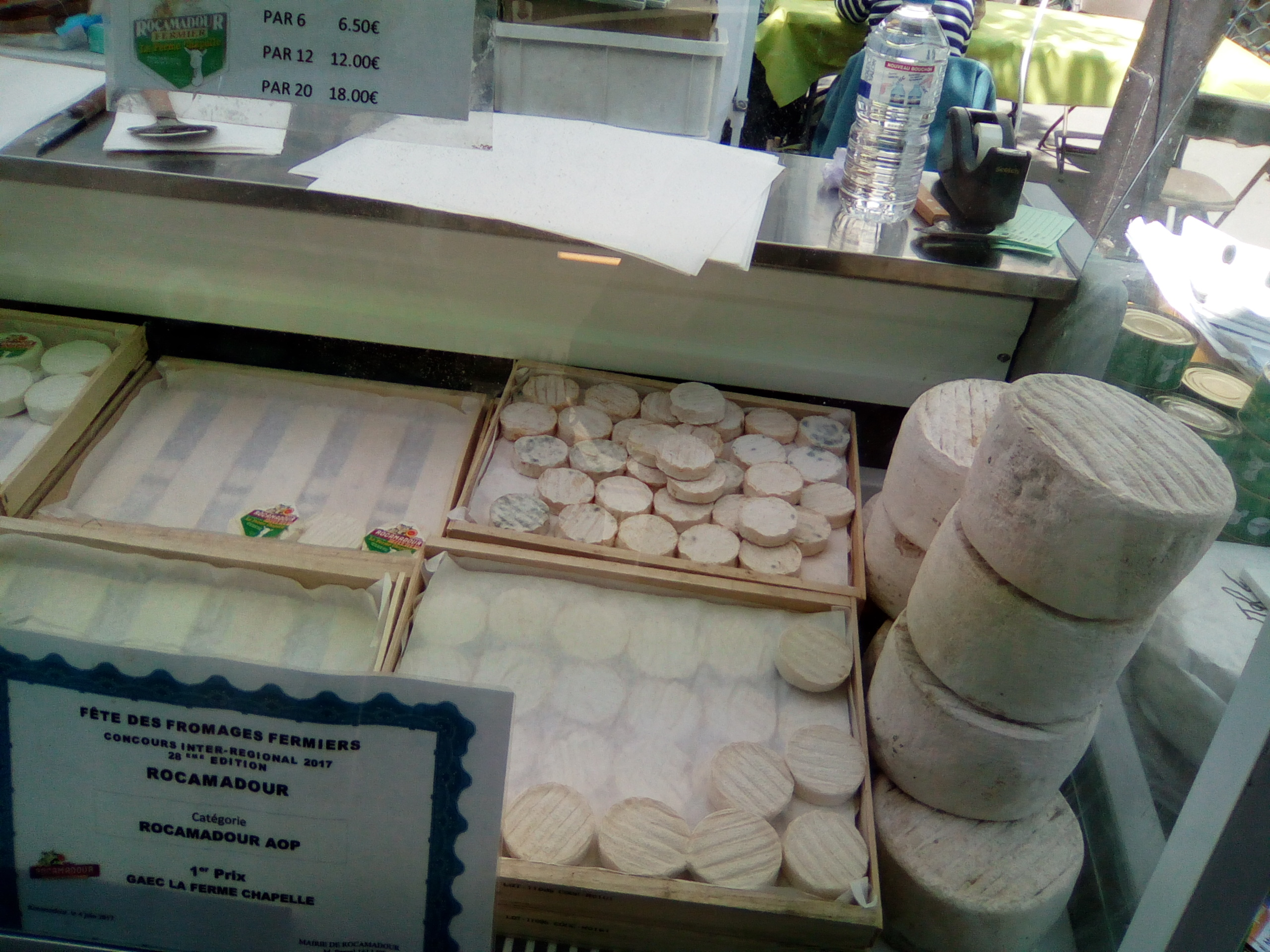
市場で見かけたロカマドゥール・チーズ

ロカマドゥール・チーズ（フランス語: Rocamadour）は、フランス南西部産のヤギ乳のチーズ（シェーブルチーズ）で、ペリゴール州とすぐ東のケルシー州（Quercy）で生産され、この地方のロット県の崖の上に古城がある有名な観光地、ロカマドゥール村にちなんで名付けられた。

## 概要
ロカマドゥールはカベクーと呼ばれるヤギ乳のチーズの種類に属し、1996年以来農産物原産地指定（AOC）を受けている。非常に小さな白っぽいチーズ (平均重量は35 g) で、平らな丸い形をしている (右上の写真を参照 ）。
ロカマドゥールは通常、わずか12～15日間熟成させた非常に若いうちに販売され、トーストやサラダで食べる。ロカマドゥールをさらに熟成させることもできる。数ヶ月経つと味が濃くなり、食事の最後に赤ワインと一緒に食べるのが一般的である。
生産量:は1998年に、546トン（1996年から24.1％増加）で、100％は低温殺菌されていない生のヤギ乳チーズ（農場では 50％）であった。

## 参照項目
- フランスのチーズ
- AOCチーズの一覧
- ヤギ乳のチーズ一覧